# Prognathogryllus opua
Prognathogryllus opua är en insektsart som beskrevs av Otte, D. 1994. Prognathogryllus opua ingår i släktet Prognathogryllus och familjen syrsor. Inga underarter finns listade i Catalogue of Life.